# Список керівників держав 1031 року
Список керівників держав 1031 року — це перелік правителів країн світу 1031 року.
Список керівників держав 1030 року — 1031 рік — Список керівників держав 1032 року — Список керівників держав за роками

## Європа
- Англія:
  - Король Англії — Канут Великий (1016—1035)
  - Гвікке — елдормен Леофвін (994—1023/1032)
  - Корнволл — граф Ґодвін ап Алурд (1010—1050)
- Балканський півострів:
  - Дукля — до 1040 невідомо.
- Білорусь:
  - Полоцьке князівство — Брячислав Ізяславич (1001/1003-1044)
  - Турівське князівство — до 1045 невідомо
- Волзька Болгарія — Ашрафхан (1028—1061)
- Вельс:
  - Брихейніог — Гріфід ап Елісед (?-1045)
  - Королівство Гвент — Едвін ап Гуріад (1015—1045)
  - Королівство Гвінед — Яго III (1023—1039)
  - Дехейбарт — Родерех ап Іестін (1023—1033)
  - Морганнуг — Гівел ап Овейн (990/1000-1015/1043)
  - Королівство Повіс — Родерех ап Іестін (1023—1033)
- Візантійська імперія — Роман III Аргир (1028—1034)
  - Неаполітанське герцогство — Сергій IV (1002–1036)
- Ірландія — верховний король Доннхад мак Бріайн (1022—1063)
  - Айлех — Флайхбертах О'Нейлл (1004—1031); Аед мак Флайхбертайг (1031—1033)
  - Айргіалла — Гілла Колуйм О'Ейхнех (1027—1048)
  - Дублін (королівство) — Сітрік Шовкова Борода (995—1036)
  - Коннахт — Арт Уаллах МакАйд (1030—1046)
  - Ленстер — Доннхад (1024—1033)
  - Король Міде — Конхобар Уа Маел Сехлайнн (1030—1073)
  - Мунстер — Доннхад мак Бріайн (1025—1064)
  - Улад — Ніалл мак Еохада (1016—1063)
    - Конайлле Муйрхемне — Домналл мак Гілла Хріст (1029—1052)
- Італія:
  - Арборейський юдикат — Гоннаріо I Арборейський (1015? — 1038)
  - Венеційська республіка — дож П'єтро Барболано (1026—1032)
  - Кальярський юдикат — Маріано I (1016? — 1058)
  - Князівство Капуанське — Пандульф IV (1026-1038), другий раз
  - Князівство Беневентське — Ландульф V (1014–1033)
  - Герцогство Гаета — Іоанн V (1012-1032)
  - Маркграфство Монферрат — Гульєльмо III (991—1042)
  - Салернське князівство — Гваймар IV (1027–1052)
  - Сполетське герцогство — Гуго II (1020—1035)
  - Сицилійський емірат — Ахмад II аль-Акхал (1019—1036)
  - Маркгафство Тоскана — Боніфацій IV (1027—1052)
  - Торреський юдикат — Гоннаріо I Арборейський (1015? — 1038)
  - Принц-єпископство Тренто — Ульріх II (1027—1055)
    - Катепанат Італії — Поф Аргир (1029—1032)
- Кавказ:
  - Вірменія — Ованес-Смбат (1020—1041)
  - Цар Картлі, Кахетії та Абхазії Баграт IV (1027—1072)
  - Кахетинсько-Еретське царство — Квіріке III (1014—1037/1038)
- Німеччина:
  - Маркграфство Австрія — Адальберт (1018—1055)
  - Герцогство Баварія — герцог Генріх VI (1027—1042)
  - Принц-єпископство Бріксен — Гартвіг фон Бріксен (1027—1039)
  - Архієпископ Зальцбургу — Дітмар II (1025—1041)
  - Герцогство Каринтія — Адальберо (1011—1035)
  - Кельнське курфюрство — Пілгрім (1021—1036)
  - Лужицька марка — Одо II (1030—1032)
  - Архієпископ Майнца — Арібо (1021—1031); Бардо (1031—1051)
  - Маркграфство Мейсен — Герман I (1009—1038)
  - Ободрицький союз — Ратибор (1028—1043)
  - Герцогство Саксонія — Бернхард II (1011—1059)
  - Саксонська марка — Одо II (1030—1032)
  - Герцогство Швабія — Герман IV (1030—1038)
- Піренейський півострів:
  - Графство Безалу — Гільєрмо I Товстий (1020–1052)
  - Королівство Леон — король Леону Галісії та Астурії Бермудо III (1028—1037)
  - Коїмбрське графство — Гонсало Флоріас (1017—1034)
  - Кордовський халіфат — Гішам III (1026—1031). Халіфат розпався на незалежні тайфи.
    - Альхесіраська тайфа — Аль-Касім аль-Мамун (1018—1035)
    - Валенсійська тайфа — Абд аль-Азіз (1021—1061)
    - Аркоська тайфа — Абдун ібн Мухаммад (1029/1030-1053)
    - Гранадська тайфа — Хабус ібн Максан (1019/1020-1038)
    - Денійська тайфа — Муджахід аль-Амірі (1014—1044)
    - Кармонська тайфа — Мухаммад (1023/1024-1042/1043)
    - Лісабонська тайфа — Абд аль-Малік ібн Сабур (1030? −1034?)
    - Малазька тайфа — Ях'я I аль-Муталі (1026—1035)
    - Мурсійська тайфа — у складі Альмерійської тайфи до 1038
    - Сарагоська тайфа — Ях'я аль-Музаффар (1023—1036)
    - Севільська тайфа — Аббад I (1023—1042)
    - Толедська тайфа — Абд аль-Малік ібн Матій (1028—1031); Абу Бакр Я'їс ібн Мухаммад (1031—1032)
    - Тортоська тайфа — Лабіб аль-Амірі аль-Фата (1010—1039/1040)
    - Бадахоська тайфа — Абдаллах (1022—1045)
    - Альмерійська тайфа — Зухайр ас-Саклабі (1028—1038)

  - Королівство Наварра — Санчо III (1000—1035)
  - Графство Португалія — Мендо III Нунеш (1028—1050/1054)
- Польща — Мешко II В'ялий (1025—1034) — з перервою: Безприм (1031—1032)
- Скандинавія:
  - конунґ данів — Канут Великий (1018—1035)
  - Король Норвегії — Канут Великий (1028—1035)
  - Швеція — Анунд III Якоб (1022—1050)
- Угорське князівство — король Стефан I Угорський (1000/1001—1038)
- Україна — Київський князь Ярослав Мудрий (1019—1054)
  - Волинське князівство — Святослав Ярославич (1013—1054)
  - Тмутороканське князівство — Євстафій Мстиславич (1023—1033)
  - Чернігівське князівство — Мстислав Хоробрий (1024—1036)
- Королівство Франція — Роберт II Побожний (987—1031); Генріх I (1027/1031-1060)
  - Герцогство Аквітанія — Ґійом VI Товстий (1030—1038)
  - Арелатське королівство — Рудольф III (993—1032)
  - Графство Булонь — граф Бодуен II (990—1033)
  - Графство Бургундія — Ренальд I (1026–1057)
  - Графство Ванн — Будик (1004/1005-1037/1038)
  - Герцогство Васконія — герцог Санш VI Ґійом (1009—1032)
  - Бретонське герцогство — Фульк III Нерра (987—1040)
  - Голландія — Дірк III (993—1039)
  - Ено (графство) — Гоцело (1023—1044)
  - Графство Керсі — Гуго (1010—1053)
  - Графство Ла Марш — Бернар I (1010/1012-1047)
  - Нижня Лотарингія — Гоцело (1023—1044)
  - граф Лувену і маркграф Брюсселю Генріх I (1015—1038)
  - Люксембург (графство) — Генріх II (1026—1047)
  - Льєзьке єпископство — Регінард (1025—1037)
  - Графство Мен — Герберт I (1015-1035)
  - Монпельє (сеньйорія) — Гільйом II де Монпельє (1025—1058)
  - граф Монса Реньє V (1013—1039)
  - Намюр (графство) — Роберт II (1011—1018/1031); Альберт ІІ (1018/1031—1063/1064)
  - Нормандія — Роберт I (1027—1035)
  - Савойське графство — Гумберт I (1003—1047/1048)
  - Графство Тулуза — Гильйом III Тайлефер (978—1037)
  - Урхельське графство — Ерменгол II (1011—1039)
  - Фландрія — Балдуїн IV (987—1035)
  - Графство Фуа — Бернар Роже де Фуа (1011/1012-1036/1038)
- Хорватія — Степан I (1030—1058)
- Чехія — князь Олдржих (1012—1033)
- Шотландія:
  - Король Шотландії — Малкольм II (1005—1034)
  - Стратклайд — Дункан I (1018—1040)
- Святий Престол; Папська держава — папа римський Іван XIX (1024—1032)
- Вселенський патріарх — Алексій Студит (1025—1043)
  - Тбіліський емірат — Алі II Джафар (981—1032)

## Азія
- Близький Схід:
  - Фатіміди — Алі аз-Загір (1021—1036)
  - Багдадський халіфат — Кадір (991—1031); Аль-Каїм (1031—1075)
  - Шаріфат Мекки — Абу'л-Фатах аль-Хасан (994—1039)
  - Наджахіди — Насір аль-Муайяд ад-Дін Наджах (1022—1050/1060)
  - Дербентський емірат — аль-Мансур I (1001—1034)
  - Зіяриди — Манучіхр (1012—1031); Анушіраван ібн Манучіхр (1031—1043)
  - Держава Ширваншахів — Манучехр I (1027—1034)
- Візантія:
  - Антіохія (фема) — Поф Аргир (1029—1032?)
  - Васпуракан (фема) — до 1032 невідомо
  - Месопотамія (фема) — Георгій Маштак (1030—1033)
  - Телух (фема) — Георгій Маніак (1029—1032)
- Карське царство — Гагік (1029—1065)
- Сюнікське царство — Васак (998—1040)
- Ташир-Дзорагетська держава — Давид I Безземельний (989/1020-1048)
- Династія Лі — Лі Тхай Тонг (1028—1054)
- Індія:
  - магараджахіраджа Гаріяни Кумарапаладева (1019—1051)
  - Гуджара-Пратіхари — Джасапала (1024/1027-1036)
  - Гуджарадеша — Бгіма I (1022—1063/1064)
  - Династія Какатіїв — Бета I (1000—1030/1050); Прола I (1030/1050–1075/1076)
  - Камарупа — Харша Пала (1015—1035)
  - самраат Кашмірської держави (Династія Лохара) — Анантадева (1028—1063)
  - Мевар (князівство) — Салівагана (1028? — 1034?)
  - Імперія Пала — Махіпала I (988—1038)
  - Держава Пандья — підкорено Чолою до 1190
  - Династія Тхакурі — Лакшмікамадева I (1024—1040)
  - Саканбарі — нріпа Вакпаті II Чаухан (1026—1040)
  - Держава Хойсалів — Нріпакама II (1026—1047)
  - Західні Чалук'ї — Джаясімха II (1015—1042/1043)
  - Східні Чалук'ї — Раджараджа Нарендра (1019—1061)
  - Чандела — магараджа Джеджа-Бхукті Від'ядхара (1002/1003-1035)
  - магараджа держави Чеді й Дагали Гангеядева (1015—1041)
  - Чола — Раджендра Чола I (1014—1044)
- Індонезія:
  - Матарам — Аірланга (1019—1045)
  - Сунда — Прабу Детіа (1030—1042)
  - Шривіджая — Шрі Дева (1025/1026—1044)
- Китай:
  - Далі — до 1081 невідомо
  - ідикут Кучі — до 1126 — невідомі
  - Династія Ляо — Єлюй Лунсюй (982—1031); Єлюй Цзунчжень (1031—1055)
  - Династія Сун — Чжао Чжень (1022—1063)
- Корея:
  - Корьо — Хьонджон (1009—1031); Токчон (1031—1034)
- Паган — король Чісо (1021—1038)
- Персія і Середня Азія:
  - Баванди — до 1057 невідомо
  - Буїди — Джалал ад-Даула (1027—1044)
  - Газневіди — Масуд Газневі (1030—1040)
  - Какуїди — Мухаммад Душманзіяр (1008—1041)
  - Мамуніди — Алтунташ (1017—1032)
  - Раввадіди — Вахсудан Абу Мансур (1020—1059)
  - Саларіди — Марзубан II ібн Ісмаїл (979? — до 1050)
  - Шеддадіди — Фадл I (Фазлун I) ібн Мухаммад (985—1031); Абу-ль-Фатх Муса (1031-1034)
- Кхмерська імперія — Сур'яварман I (1011?-1050)
- Сінгханаваті — Пхромкуман (1029—1089)
- Середня Азія:
  - Караханідська держава — Юсуф Кадир-хан (1026—1032)
- Японія — Імператор Ґо-Ітідзьо (1016—1036)

## Африка
- Берегвати — ?
- Зіріди — Аль-Муїзз ібн Бадіс (1016—1062)
- Макурія — до 1077 невідомо
- Сіджильмаський емірат — Масуд ібн Ванудін (1020—1053)
- Фатіміди — Алі аз-Загір (1021—1036)
- Феський емірат — Хамама ібн аль-Муїзз (1026—1033)
- Хаммадіди — Каїд ібн Хаммад (1028—1054)
- Королівство Шоа — амір Майя (?-?)